# Textilindustrie in Luino
Die Textilindustrie war in der norditalienischen Stadt Luino von 1868 bis 1978 ein bedeutender Wirtschaftszweig.

## Geschichte

Der Bahnhof am See der Schmalspurbahn Ponte Tresa – Luino (Foto nach 1885)

Zu Beginn des 19. Jahrhunderts entwickelte sich in der Schweiz die Textilindustrie. Für ihre Produkte hatte sie auch im österreichischen Italien einen guten Absatzmarkt gefunden. Da die Schutzzölle des neu geschaffenen Nationalstaates diesen Export immer schwieriger machten und um das Geschäft im jungen Italien zu erweitern, gründete die Firma Hüssy aus Safenwil, im Jahre 1868, eine Tochterfirma in Italien. Entscheidend für den Standort Luino war die Wasserkraft, die sie mit einem „ewigen Wasserrecht“ an der Tresa erwerben konnte. Rodolfo Hüssy betrieb damit auf 125 Honegger-Webstühlen eine Baumwollweberei. 1875 gründete August Hüssy zusammen mit seinem Vetter Emil Steiner die Tessitura (Bandweberei) Hüssy-Steiner, die spätere Tessitura Steiner. Um von den Garnlieferanten unabhängig zu werden, wurde zusammen mit den Firmen Votsch, Rieter und Sulzer im 1882 die Filatura (Spinnerei) Hüssy & Co. gegründet. In der Nachbargemeinde Germignaga übernehmen Stehli Seiden um 1883 die bestehende Seidenweberei Bozzotti. Daraus hervorgegangen ist im 1897 die weitere Firma Bodmer & Gelpke.
Die in schweizerischen Händen liegende Textilindustrie hat in kurzer Zeit über 1000 Arbeitsplätze geschaffen und belieferte mit ihren Produkten Absatzmärkte auf der ganzen Welt. Das günstige Umfeld mit der sicheren Energieversorgung, Rekrutierungsmöglichkeiten für Arbeitskräfte in der ganzen Region und der Anbindung an das öffentliche Verkehrsnetz trugen zum Erfolg dieser Entwicklung bei.
Die Firmen verfügten von Anfang an über eine musterhafte Organisation der Sozialfürsorge. Nicht nur für Techniker und Angestellte, sondern auch für Arbeiter wurde günstiger Wohnraum erstellt, den Arbeitern Land für einen eigenen Gemüsegarten zur Verfügung gestellt, eine eigene Fürsorgekasse eröffnet und schwächliche Kinder ans Meer gesandt. Ein besonderes Anliegen war den Unternehmern die Ausbildung ihrer Angestellten und deren Angehörigen, was dann zur Gründung der Schweizer Schule Luino führte.

## Ansiedlung von Dienstleistungsbetrieben
Im Zuge der Industrialisierung der Region entstanden vor Ort verschiedene Dienstleistungsbetriebe wie z. B. das Speditionsunternehmen Danzas, die Banca Popolare di Luino e Varese etc. Aus dem ehemals kleinen Städtchen am See war ein aufstrebender Ort entstanden. Nach dem Zweiten Weltkrieg fand das Institut Onken eine italienische Ablage (Istituto tecnico di Svizzera) unter der Leitung ihres Direktors Josef Kraft.

## Veränderungen in der Textilindustrie
In den Gründerjahren hatte die Textilindustrie davon profitiert, dass in Italien ein gewaltiger Nachholbedarf bestand. Im Laufe der Zeit erwuchs ihr aber einheimische Konkurrenz, welche mit Steuerprivilegien begünstigt wurde. Im Weitern erfolgte die Verlagerung der Textilindustrie in Billiglohnländer. Auf diese Weise entstand ein Verdrängungskampf zu Lasten der in Luino ansässigen Betriebe. Die Tessitura Steiner schloss ihre Tore im Jahre 1968. Das Cotonificio folgte 1972. Als letzte stellte 1978 auch die Spinnerei ihren Betrieb ein. Die Unternehmer ihrerseits kehrten in die Schweiz zurück und das verbliebene deutschsprechende Kader folgte ihnen nach.

## Das bauliche Erbe
Die mehr als 100-jährige Präsenz der Schweizerkolonie hat im Ortsbild von Luino Spuren hinterlassen. So wurden etwa die Anlagen der Filatura 1985 von dem auf Giessereimaschinen spezialisierten Konzern IMF (Impianti macchine fonderia) übernommen und auf dem Areal des Cotonificio entstanden zwei grosse Wohnsilos. Eindrücklich und zum Teil noch bestehend sind auch die von den Textilunternehmern für ihre Angestellten und Arbeiter erstellten ehemaligen Wohnanlagen. Die Villa Hüssy an der Via Creva wurde zu einem Zentrum für kulturelle Anlässe, das Centro Parco Hüssy. In einer weiteren Villa der Familie Hüssy im Ortszentrum ist die Stadtbibliothek untergebracht und der Jugendstilbau am See, ebenfalls ehemaliger Hüssybesitz, beherbergt heute das Hotel Camin.